# Polk County (Oregon)
Polk County ist ein County im Bundesstaat Oregon der Vereinigten Staaten. Das U.S. Census Bureau hat bei der Volkszählung 2020 eine Einwohnerzahl von 87.433 ermittelt. Der Sitz der Countyverwaltung (County Seat) befindet sich in Dallas. Das County ist benannt nach dem 11. Präsidenten der USA James K. Polk.

## Geographie
Das County hat eine Fläche von 1927 Quadratkilometern, wovon 8 Quadratkilometer Wasserfläche sind.

## Geschichte
27 Bauwerke und Stätten des Countys sind im National Register of Historic Places (NRHP) eingetragen (Stand 18. Juli 2018).

## Demografische Daten

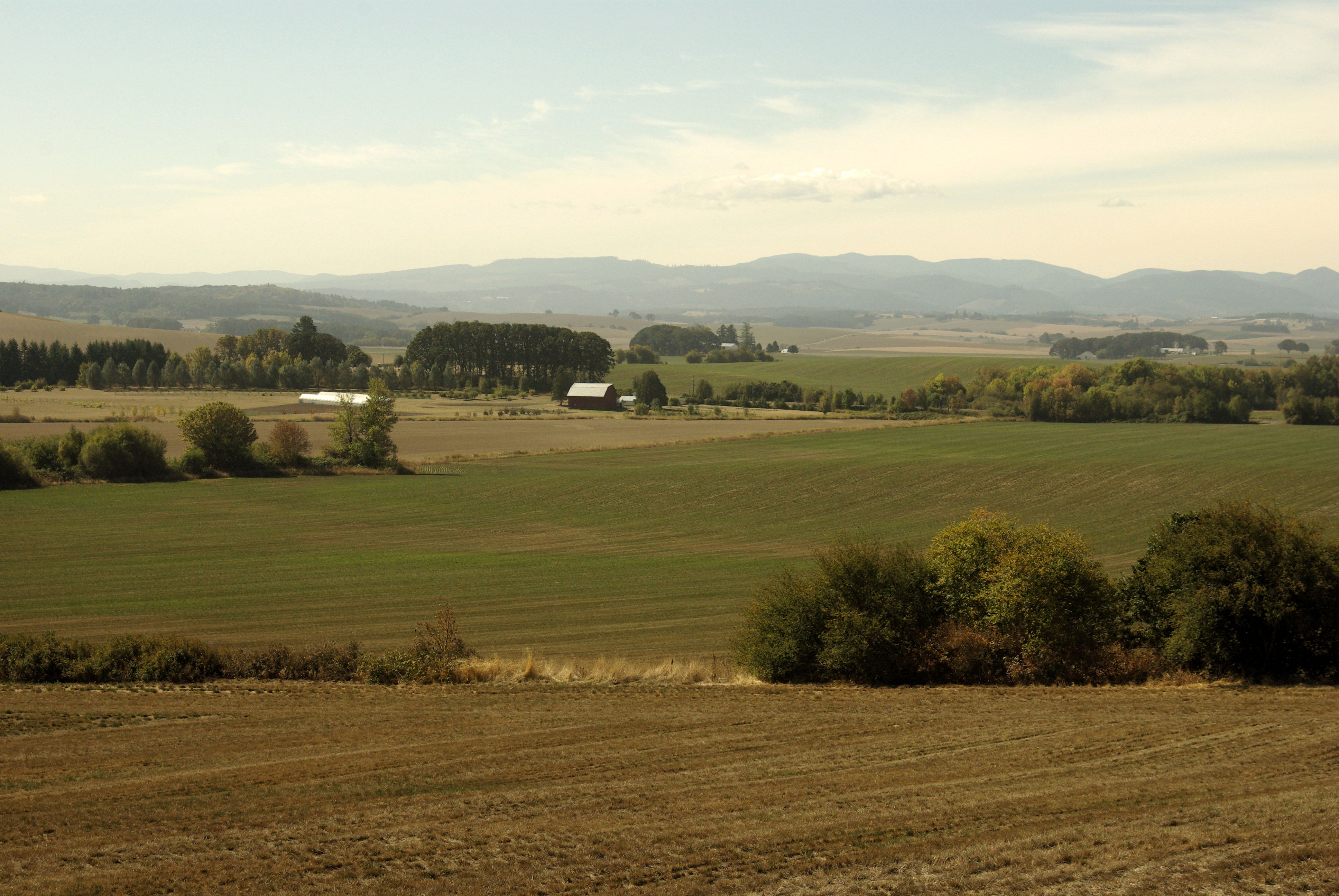
Das Willamette Valley nahe Bethel

Nach der Volkszählung im Jahr 2000 lebten im County 62.380 Menschen. Es gab 23.058 Haushalte und 16.140 Familien. Die Bevölkerungsdichte betrug 32 Einwohner pro Quadratkilometer. Ethnisch betrachtet setzte sich die Bevölkerung zusammen aus 89,19 % Weißen, 0,42 % Afroamerikanern, 1,85 % amerikanischen Ureinwohnern, 1,09 % Asiaten, 0,25 % Bewohnern aus dem pazifischen Inselraum und 4,48 % Prozent aus anderen ethnischen Gruppen; 2,72 % stammten von zwei oder mehr ethnischen Gruppen ab. 8,78 % der Bevölkerung waren spanischer oder lateinamerikanischer Abstammung.
Von den 23.058 Haushalten hatten 32,10 % Kinder und Jugendliche unter 18 Jahre, die bei ihnen lebten. 57,10 % waren verheiratete, zusammenlebende Paare, 9,20 % waren allein erziehende Mütter. 30,00 % waren keine Familien. 22,30 % waren Singlehaushalte und in 9,90 % lebten Menschen im Alter von 65 Jahren oder darüber. Die Durchschnittshaushaltsgröße betrug 2,62 und die durchschnittliche Familiengröße lag bei 3,07 Personen.
Auf das gesamte County bezogen setzte sich die Bevölkerung zusammen aus 25,40 % Einwohnern unter 18 Jahren, 11,70 % zwischen 18 und 24 Jahren, 24,70 % zwischen 25 und 44 Jahren, 23,40 % zwischen 45 und 64 Jahren und 14,80 % waren 65 Jahre alt oder darüber. Das Durchschnittsalter betrug 36 Jahre. Auf 100 weibliche Personen kamen 94,00 männliche Personen, auf 100 Frauen im Alter ab 18 Jahren kamen statistisch 89,60 Männer.

Das jährliche Durchschnittseinkommen eines Haushalts betrug 42.311 USD, das Durchschnittseinkommen der Familien betrug 50.483 USD. Männer hatten ein Durchschnittseinkommen von 36.667 USD, Frauen 26.272 USD. Das Prokopfeinkommen betrug 19.282 USD. 11,50 % der Bevölkerung und 6,30 % der Familien lebten unterhalb der Armutsgrenze. 12,50 % davon waren unter 18 Jahre und 5,50 % waren 65 Jahre oder älter.

## Schutzgebiete
- Baskett Slough National Wildlife Refuge
- Sarah Helmick State Recreation Site
- Siuslaw National Forest